# Parurios
Parurios é um género de vespas pertencentes à família Pteromalidae.
As espécies desse género podem ser encontradas na América Central.
Espécies:
- Parurios argenticoxae (Girault, 1915)
- Parurios atriscutum (Girault, 1933)
- Parurios australiana Girault, 1913
- Parurios conoidea Xiao & Huang, 2000
- Parurios fusca (Girault, 1915)
- Parurios keatsi (Girault, 1922)
- Parurios keralensis Narendran, 2000
- Parurios poei (Girault, 1915)
- Parurios truncatipennis (Dodd, 1924)